# San Javier (kommun i Chile)
San Javier är en kommun i Chile.   Den ligger i provinsen Provincia de Linares och regionen Región del Maule, i den södra delen av landet, 270 km söder om huvudstaden Santiago de Chile.
I omgivningarna runt San Javier växer i huvudsak städsegrön lövskog. Runt San Javier är det ganska glesbefolkat, med 26 invånare per kvadratkilometer.